# Репозиторій програмного забезпечення
Репозито́рій (англ. repository) — спеціальний сервер, на якому зберігається і з якого можна завантажити програмне забезпечення. На сервері зберігається архів програмних продуктів, які доступні для завантаження.
Це місце, де зберігаються й підтримуються які-небудь дані. Найчастіше дані в репозиторії зберігаються у вигляді файлів, доступних для подальшого розповсюдження по мережі.
Прикладом репозиторію може слугувати репозиторій вільного програмного забезпечення Сізіф команди ALT Linux Team.
Репозиторії використовуються у системах керування версіями, у них зберігаються всі документи разом з історією їх зміни та іншою службовою інформацією. Термін репозиторій можна дослівно перекласти, як сховище.